# Луїза Єнке
Луїз Єнке  (швед. Louise Jöhncke, 31 липня 1976) — шведська плавчиня, олімпійська медалістка.

## Виступи на Олімпіадах
| Олімпіада    | Дисципліна                            | Місце |
| ------------ | ------------------------------------- | ----- |
| Атланта 1996 | плавання на 200 метрів вільним стилем | 11    |
| Атланта 1996 | естафета 4 × 100 вільним стилем       | 5     |
| Атланта 1996 | естафета 4 × 200 вільним стилем       | 9     |
| Атланта 1996 | комплексна естафета 4 × 100           | 10    |
| Сідней 2000  | плавання на 100 метрів вільним стилем | 13    |
| Сідней 2000  | естафета 4 × 100 вільним стилем       | 3     |
| Сідней 2000  | комплексна естафета 4 × 100           | 10    |

## Зовнішні посилання
- Досьє на sport.references.com [Архівовано 4 листопада 2012 у Wayback Machine.]